# Sorripas
Sorripas est un village de la province de Huesca, situé à environ trois kilomètres au nord de la ville de Sabiñánigo, sur la rive droite du Gállego, près de Senegüé. Il compte 39 habitants en 2016 (INE). Le village compte plusieurs maisons anciennes remarquables caractéristiques de l'architecture populaire aragonaise, dont la casa Miguelperiz, la casa Carpintero et la casa Biota.